# Igorrr
Igorrr, egentligen Gautier Serre, är en fransk musiker som har släppt musik i en mängd olika genrer, bl.a. electronica, death metal och hiphop. Han är även grundare till WHOURKR, ett death metal-band med electronicainfluenser, samt medgrundare (tillsammans med Jérémy Labelle) till den Rennes-baserade organisationen EUMOLPE.